# مالشویتس
مالشویتس (به آلمانی: Malschwitz) یک شهر در آلمان است که در باوتسن واقع شده‌است. مالشویتس ۵٬۰۷۰ نفر جمعیت دارد.